# دهان

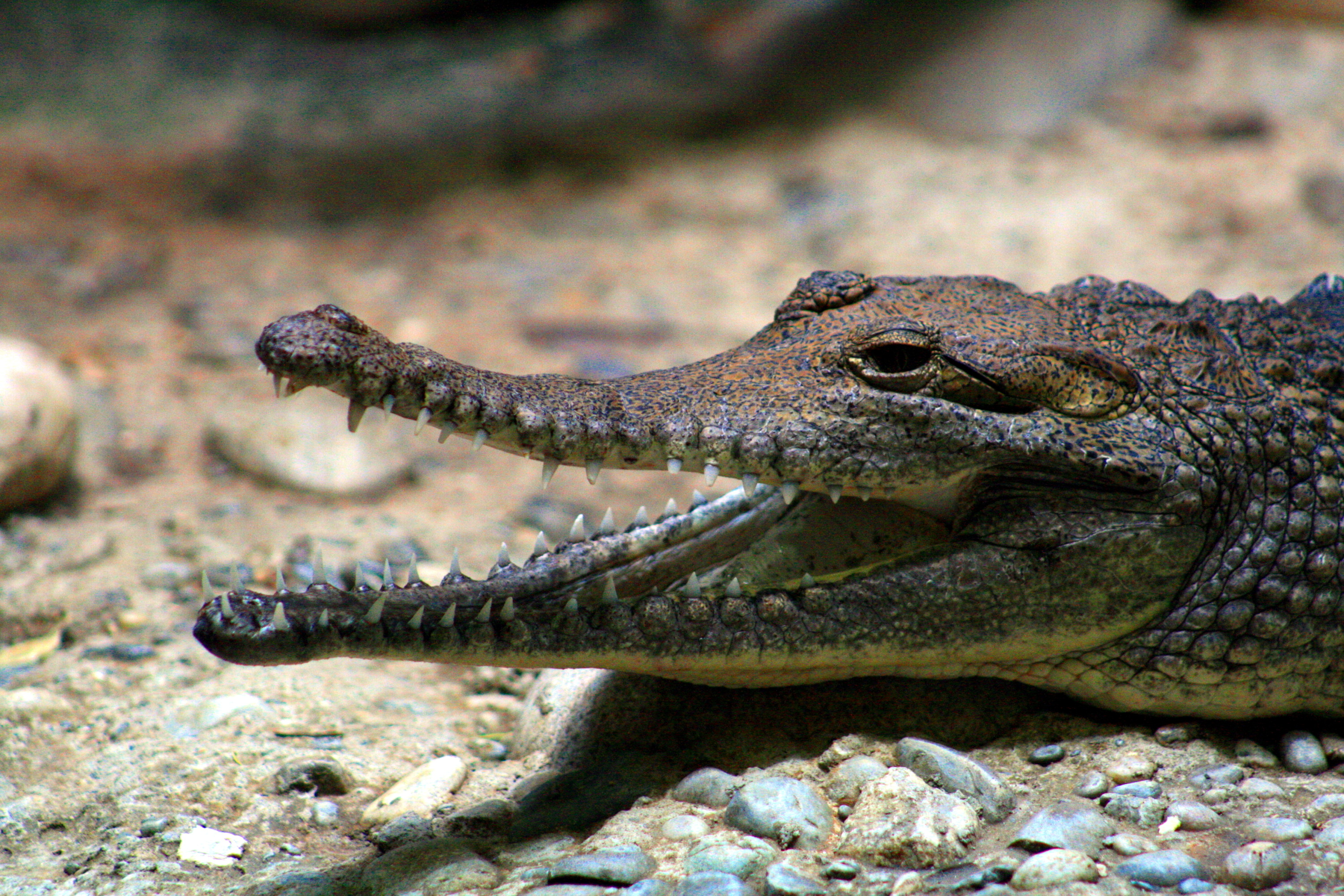
یک تمساح آب‌شیرین با دهان باز

بر اساس علم کالبدشناسی، دهان حفرهٔ ابتدایی لوله گوارش است که نقش اصلی آن شروع فرایند گوارش و صدور اصوات است. آرواره‌ها، زبان و دندان‌ها درون حفره دهان قرار دارند.
ساده‌ترین دهان در دهان‌نخستیان دیده‌می‌شود، در مورد جانوران پیش‌از آن‌ها نمی‌توان به سادگی تعریف مشخصی از دهان ارائه داد.